# Xã Clay City, Quận Clay, Illinois
Xã Clay City (tiếng Anh: Clay City Township) là một xã thuộc quận Clay, tiểu bang Illinois, Hoa Kỳ. Năm 2010, dân số của xã này là 1.287 người.